# Gbaya-mbodomo
Pour les articles homonymes, voir Gbaya.
Le gbaya mbodomo (ou mbodomo, mbódɔ̀mɔ̀) est une langue adamawa-oubanguienne du groupe Gbaya parlée au Cameroun dans la région de l'Est, le département du Lom-et-Djérem, l'arrondissement de Bétaré-Oya et autour de Ngoura.
En 1992, 8 000 locuteurs étaient dénombrés.